# Gail Brodsky
Gail Brodsky (ur. 5 czerwca 1991 w Zaporożu) – amerykańska tenisistka o statusie profesjonalnym.
Jej największe osiągnięcia w karierze seniorskiej to pięć zwycięstw singlowych i dwa deblowe w turniejach rangi ITF, półfinał w Troy (przegrana ze Stéphanie Dubois) i ćwierćfinał imprezy w Vancouver (przegrana z Madison Brengle).
W 2008 roku otrzymała dziką kartę od organizatorów US Open zarówno do turnieju gry pojedynczej kobiet, jak i dziewcząt. W pierwszym przypadku odpadła w pierwszej rundzie po porażce z Ágnes Szávay.

## Wygrane turnieje rangi ITF
| turnieje z pulą nagród 100 000 $ |
| turnieje z pulą nagród 75 000 $  |
| turnieje z pulą nagród 50 000 $  |
| turnieje z pulą nagród 25 000 $  |
| turnieje z pulą nagród 15 000 $  |
| turnieje z pulą nagród 10 000 $  |

### Gra pojedyncza
|    | Data       | Turniej   | Kat. | ($)    | Naw.   | Finalistka        | Wynik            |
| 1. | 03/10/2010 | Porto     | ITF  | 10 000 | ziemna | Karolina Nowak    | 7:5, 6:1         |
| 2. | 16/01/2011 | Gosier    | ITF  | 10 000 | twarda | Sachia Vickery    | 6:3, 2:6, 6:2    |
| 3. | 24/07/2011 | La Coruna | ITF  | 25 000 | twarda | Aleksandra Panowa | 6:3, 6:4         |
| 4. | 21/06/2015 | Victoria  | ITF  | 10 000 | twarda | Naomi Totka       | 3:6, 6:2, 7:6(3) |
| 5. | 24/06/2018 | Victoria  | ITF  | 15 000 | twarda | Maegan Manasse    | 3:6, 6:2, 6:3    |